# Luigi Nono
Luigi Nono (Venecia, 29 de enero de 1924 - Venecia, 8 de mayo de 1990) fue un compositor italiano que se especializó en la música contemporánea. Sus obras más conocidas son Il canto sospeso (con lectura de cartas de partisanos condenados a muerte en la lucha contra el fascismo), Epitafio para Federico García Lorca (para voz recitante, cantantes y orquesta) e Incontri (Encuentros), para 24 instrumentos.

## Biografía

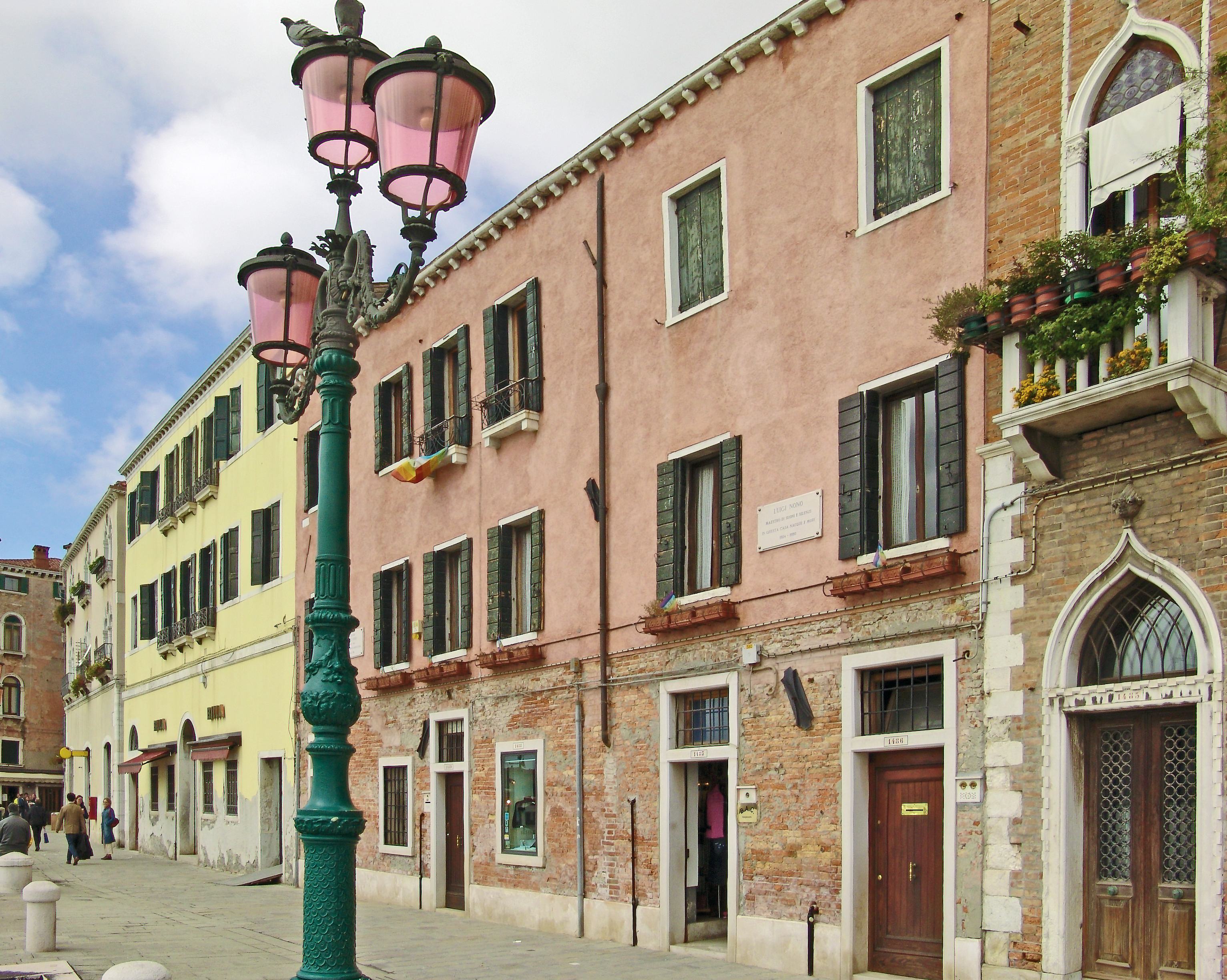
Casa natal de Luigi Nono.

Sus padres, Mario Nono y Maria Manetti, le dieron el nombre de su abuelo paterno, el pintor Luigi Nono, importante representante de la escuela veneciana del siglo XIX. 
Nono conoció a Gian Francesco Malipiero en 1941 y comenzó a seguir sus cursos de composición en el Conservatorio de Venecia. En dicho conservatorio se familiarizó con el serialismo dodecafónico, especialmente de la manera como fue elaborado por Anton Webern. 
Al tiempo, comenzó estudios de Derecho en la universidad de Padua. En 1946, acabados sus estudios, Nono conoció en Roma a Luigi Dallapiccola y Bruno Maderna. Este último se hizo rápidamente su amigo. En 1948 asistió, con Maderna, a los cursos de dirección de orquesta impartidos en Venecia por Hermann Scherchen. 
En 1952, Nono se unió al Partido Comunista Italiano (PCI). Su compromiso comunista está marcado por el comunismo revolucionario. Durante casi toda su vida, su obra se caracterizó por tener una fuerte carga política, en particular, la lucha contra el fascismo; en su último período, sin embargo, se puede notar un cambio de esa tendencia por una obsesión con el silencio como elemento estético/político y una frase en particular: «No hay caminos, hay que caminar», leída por el compositor en una pared de un edificio en Toledo. Esta frase da título o aparece en varias de sus obras de su último periodo.
En marzo de 1954, Nono conoció a Nuria Schönberg, hija del compositor Arnold Schönberg, en Hamburgo, donde asistió al estreno mundial, en versión de concierto, de la ópera Moisés y Aarón del compositor desaparecido tres años antes. Nono se casó con Nuria en 1955. La pareja tuvo dos hijas, Silvia, en 1959, y Serena Bastiana en 1964. Nono y su familia se instalaron en la isla de La Giudecca (Venecia) en 1956.
Se convirtió en un célebre compositor de música electrónica, y serial.
En la década del sesenta Luigi Nono dio clases en el Instituto Di Tella (Buenos Aires), encontrándose entre sus alumnos la compositora Jacqueline Nova, entre otros. Fue el único músico que apoyó la ópera Bomarzo (de Manuel Mujica Lainez y Alberto Ginastera), prohibida por pornográfica por la iglesia católica argentina y la dictadura del general Onganía.
En la década del ochenta Luigi Nono fue tutor y dirigió el estreno de la obra "Cristal de Tiempo" del compositor mexicano Hugo Rosales Cruz en el Teatro Karl Marx en La Habana, Cuba. Contando con la participación de la orquesta de percusiones Afrocuba del Instituto Superior de Arte.
Fue profesor de la compositora Mercè Capdevila i Gaya.

## Evolución musical
De 1950 a 1960, Nono participó en los «Internationale Ferienkurse für Neue Musik» («Cursos Internacionales de Verano de Música Contemporánea») en Darmstadt, lo que le permitió conocer, entre otros, a Edgar Varèse y Karlheinz Stockhausen. Las obras de este primer período comprenden: Polifónica-Monódica-Rítmica (1950), Epitaffio per Federico García Lorca (1952-1953), La victoire de Guernica (1954) y Liebeslied (1954). En 1954, Nono participó en un simposio sobre las nuevas técnicas de composición en el Elektroakustische Experimentalstudio fundado por Scherchen en Gravesano. Fue rechazando progresivamente la aproximación analítica del serialismo para preservar la integridad del fenómeno musical: Incontri (1955), Il canto sospeso (1956) y Cori di Didone (1958), extraído de La terra promessa de Giuseppe Ungaretti.
Su conferencia Presenza storica nella musica d’oggi («Presencia histórica de la música de hoy»), impartida en Darmstadt en 1959, suscitó una violenta controversia y provocó su ruptura con el alemán Stockhausen.
De este modo, su música de vanguardia es expresión de una revuelta contra la cultura burguesa, provocada por su compromiso con el comunismo revolucionario. Como tal, evitó los géneros tradicionales de concierto y prefirió la ópera y la música electrónica. Nono recurre con frecuencia a textos políticos en sus obras. Así, Il canto sospeso se elaboró con cartas redactadas por víctimas de la opresión durante la Segunda Guerra Mundial y es una obra que le da renombre internacional. Esta connotación política se encuentra igualmente en La fabbrica illuminata (1964), para soprano, coro y cinta magnética, que denuncia las pésimas condiciones de los obreros en las fábricas de aquellos años, en particular de la "ItalSider" de Génova donde el propio Nono grabó en su banda magnética los ruidos de las máquinas que usó para la composición de la pieza; Ricorda cosa ti hanno fatto ad Auschwitz (1966), basado en testimonios de los supervivientes del homónimo campo de concentración; Non consumiamo Marx (1969), Ein Gespenst geht um in der Welt (1971), Siamo la gioventù del Vietnam (1973), y el famoso Al gran sole carico d'amore (En el brillante sol cargado de amor) (1975). Nono igualmente musicó textos poéticos de autores como Giuseppe Ungaretti, Cesare Pavese, Federico García Lorca, Pablo Neruda y Paul Éluard.
A partir de 1954, Nono se experimentó un creciente interés hacia la música electrónica. Sus primeras composiciones incluyeron un trabajo sobre banda magnética que data de los años 1960, con Omaggio a Vedova, para banda magnética en 1960 e Intolleranza 1960 para solistas, coro sobre banda magnética y orquesta en 1961. Escribirá más tarde entre otros Como una ola di fuerza y luz para soprano, piano, orquesta y magnetofón (1972), ... sofferte onde serene... para piano y magnetofón (1976), y sobre todo Al gran sole carico d'amore.
Después de 1980, Nono trabajó en Experimentalstudio der Heinrich Strobel-Stiftung des Südwestfunks en Friburgo de Brisgovia donde se vuelve hacia la música electrónica en directo o aleatoria. Se interesó en particular por las propiedades del sonido en sí mismo. Este nuevo enfoque se tradujo en obras como Quando Stanno Morendo. Diario polacco n° 2 (1982), Guai ai gelidi mostri (1983), Omaggio a György Kurtág (1983) y con esplendor en su última ópera Prometeo. Tragedia dell'ascolto (1984).

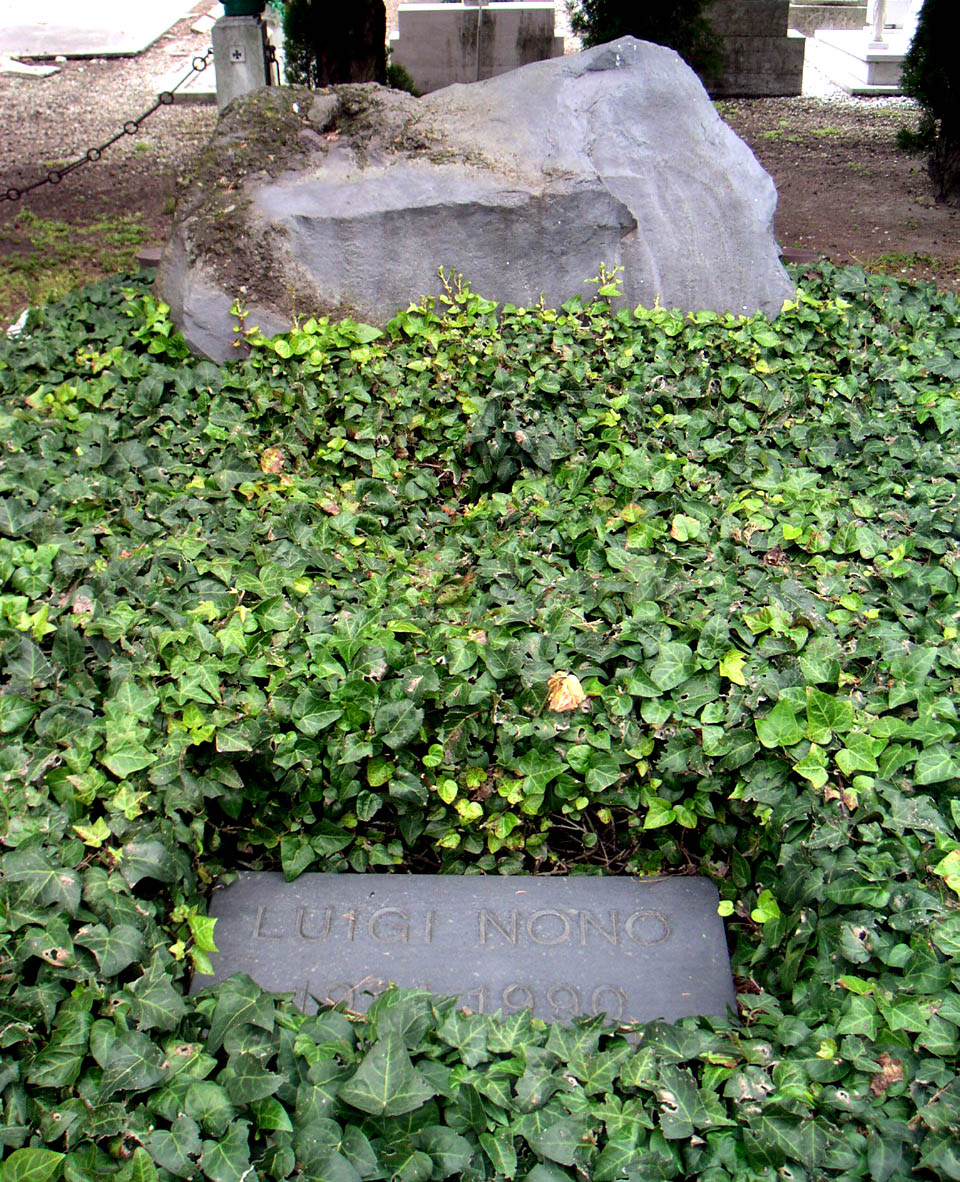
Tumba de Luigi Nono. Venecia.

## Catálogo de obras
| Año  | Obra | Tipo de obra                |
| ---- | --- | --------------------------- |
| 1949 | Variazioni canoniche sulla serie dell’op. 41 di Arnold Schönberg, para orquesta | Música para orquesta        |
| 1950 | Polifónica - Monodia - Rítmica, para 6 instrumentos y percusión | Música instrumental         |
| 1951 | Composizione per orchestra (n° 1) | Música para orquesta        |
| 1951 | Epitaffio per Federico García Lorca n° 1: España en el corazón, para soprano, barítono, coro recitante e instrumentos | Música para coro y orquesta |
| 1952 | Epitaffio per Federico García Lorca n° 2: Y su sangre ya viene cantando, para flauta y pequeña orquesta | Música para orquesta        |
| 1953 | Epitaffio per Federico García Lorca n° 3: Memento. Romance de la Guardia civil española para voz, coro y orquesta | Música para coro y orquesta |
| 1953 | Due espressioni, para orquesta | Música para orquesta        |
| 1954 | La victoire de Guernica, cantos a partir de textos de Paul Éluard para coro y orquesta | Música para coro y orquesta |
| 1954 | Der rote Mantel, ballet | Ballet                      |
| 1955 | Der rote Mantel suite n° 1, para soprano, barítono, coro y orquesta | Música para coro y orquesta |
| 1955 | Der rote Mantel suite n° 2, para orquesta | Música para orquesta        |
| 1954 | Musique de scène pour Comme il vous plaira de William Shakespeare, para barítono y 5 instrumentos | Música vocal                |
| 1954 | Liebeslied, para coro mixto e instrumentos, dedicado a su esposa Nuria | Música para coro y orquesta |
| 1955 | Canti per 13, para 13 instrumentos | Música instrumental         |
| 1955 | Incontri, para 24 instrumentos | Música instrumental         |
| 1956 | Il canto sospeso para soprano, alto, tenor, coro mixto y orquesta | Música para coro y orquesta |
| 1957 | Varianti, para violín solo, instrumentos de viento y cuerdas | Música instrumental         |
| 1957 | La terra e la compagna, canto sobre texto de Cesare Pavese para soprano, tenor, coro e instrumentos | Música para coro y orquesta |
| 1958 | Piccola gala notturna veneziana in onore dei 60 anni di Heinrich Strobel, para 14 instrumentos | Música instrumental         |
| 1958 | Cori di Didone, para coro y percusión | Música coral                |
| 1959 | Composizione per orchestra (n° 2): Diario polacco ‘58, para orquesta | Música para orquesta        |
| 1960 | Sarà dolce tacere, canto para 8 solistas, sobre el texto «La terra e la morte» de Cesare Pavese | Música vocal                |
| 1960 | «Ha venido». Canciones para Silvia, para soprano y coro de 6 sopranos | Música coral                |
| 1960 | Omaggio a Vedova, para banda magnética | Música para tape            |
| 1961 | Intolleranza 1960, sobre una idea de Angelo Maria Ripellino, para solistas, coro, coro sobre banda magnética y orquesta | Música para coro y orquesta |
| 1962 | Canti di vita e d’amore: Sul Ponte di Hiroshima, para soprano, tenor y orquesta | Música vocal                |
| 1963 | Canciones a Guiomar, para soprano, coro de mujeres a 6 voces e instrumentos | Música vocal                |
| 1964 | Da un diario italiano, para 2 coros | Música coral                |
| 1964 | La fabbrica illuminata, para voz y banda magnética sobre textos de Giuliano Scabia y Cesare Pavese | Música vocal                |
| 1965 | Música de escena para La indagación Peter Weiss, para banda magnética | Música para tape            |
| 1966 | Ricorda cosa ti hanno fatto in Auschwitz, para banda magnética | Música para tape            |
| 1966 | A floresta é jovem e cheja de vida, para soprano, 3 voces, clarinete, hoja metálica y banda magnética, sobre un texto de Giovanni Pirelli | Música vocal                |
| 1967 | Per Bastiana - Tai-Yang Cheng, para banda magnética y orquesta en 3 grupos | Música para orquesta        |
| 1968 | Contrappunto dialettico alla mente, para banda magnética | Música para tape            |
| 1969 | Musica - Manifesto n° 1: Un volto, del mare para soprano, voz recitante y banda magnética, sobre un texto de Cesare Pavese | Música vocal                |
| 1969 | Musica - Manifesto n° 2: Non consumiamo Marx , para banda magnética | Música para tape            |
| 1969 | Musiche per Manzù (musique de film), banda magnética | Música para tape            |
| 1969 | Suite de concierto de l’Intolleranza 1960, para soprano, coro y orquesta | Música para coro y orquesta |
| 1970 | Y entonces comprendió, para banda magnética, 3 sopranos, 3 voces recitantes y coro, sobre un texto de Carlos Franqui | Música coral                |
| 1971 | Ein Gespenst geht um in der Welt, para soprano, coro y orquesta, sobre textos de Karl Marx, Celia Sánchez y Haydée Santamaría | Música para coro y orquesta |
| 1972 | Como una ola di fuerza y luz, para soprano, piano, orquesta y banda magnética | Música vocal                |
| 1973 | Siamo la gioventù del Vietnam, para coro a una voz | Música coral                |
| 1974 | Per Paul Dessau, para banda magnética | Música para tape            |
| 1975 | Al gran sole carico d'amore, acción en dos cuadros, para solistas, gran coro y pequeño coro, orquesta y banda magnética | Música para coro y orquesta |
| 1976 | ...sofferte onde serene..., para piano y banda magnética | Música para tape            |
| 1976 | Fragmentos de Al gran sole carico d'amore para solistas, coro, orquesta y banda magnética | Música para coro y orquesta |
| 1979 | Con Luigi Dallapiccola, para 6 percusionistas, 4 tocadiscos, 3 moduladores en anillo y amplificación | Música electroacústica      |
| 1980 | Fragmente - Stille, an Diotima, para cuarteto de cuerdas | Música de cámara            |
| 1981 | Das atmende Klarsein, Fragmente, para flauta baja, banda magnética y dispositivos electroacústicos ad libitum | Música electroacústica      |
| 1981 | Io, frammento dal Prometeo, para 3 sopranos, pequeño coro, flauta baja, clarinete, contrabajo y dispositivos electroacústicos, sobre un texto de Massimo Cacciari | Música vocal                |
| 1982 | Quando stanno morendo. Diario polacco n° 2, para 4 voces femeninas, flauta, violonchelo y dispositivos electroacústicos, sobre textos de Czesław Miłosz, Borís Pasternak, Velemir Chlebnikov, Endre Ady, Aleksandr Blok, adaptación de Massimo Cacciari              | Música vocal                |
| 1982 | ¿Donde estás, hermano?, para 2 sopranos, una mezzo-soprano y una contralto | Música vocal                |
| 1983 | Omaggio a György Kurtág, para contralto, flauta, clarinete, tuba y dispositivos electroacústicos | Música vocal                |
| 1983 | Guai ai gelidi mostri, para 2 contraltos, flauta, clarinete, tuba, alto, violonchelo, contrabajo y dispositivos electroacústicos, sobre un texto de Massimo Cacciari                                                                                                 | Música vocal                |
| 1984 | Prometeo. Tragedia dell'ascolto, para 2 sopranos, 2 contraltos, tenor, 2 voces recitantes, flauta baja, clarinete contrabajo, trombón, alto, violonchelo, contrabajo, 2 tocadores de vidrios, coro de solistas, 4 grupos orquestales y dispositivos electroacústicos | Música vocal                |
| 1984 | A Carlo Scarpa, architetto, ai suoi infiniti possibili, para orquesta en microintervalos | Música para orquesta        |
| 1985 | A Pierre. Dell'azzurro silenzio, inquietum, flauta baja, clarinete, contrabajo y dispositivos electroacústicos | Música electroacústica      |
| 1986 | Risonanze erranti. Liederzyklus a Massimo Cacciari, para mezzosoprano, flauta baja, tuba, percusiones y dispositivos electroacústicos | Música electroacústica      |
| 1987 | No hay caminos, hay que caminar... Andrei Tarkovski, para 7 grupos instrumentales y vocales | Música vocal                |
| 1987 | Caminantes... Ayacucho, para contralto, flauta baja, órgano, 2 coros, orquesta (en tres grupos) y dispositivos electroacústicos, sobre un texto de Giordano Bruno | Música electroacústica      |
| 1987 | Découvrir la subversion. Hommage à Edmond Jabès (composición incompleta), para contralto, bajo, voz recitante, flauta, trompa, tuba y dispositivo electroacústico | Música electroacústica      |
| 1987 | Post-prae-ludium n° 1 «per Donau», para tuba en fa y dispositivos electroacústicos | Música electroacústica      |
| 1988 | La lontananza nostalgica utopica futura, para violín solo y ocho bandas magnéticas | Música electroacústica      |
| 1988 | Post-prae-ludium n° 3 «BAAB-ARR» (composición incompleta), para flautín y dispositivos electroacústicos | Música electroacústica      |
| 1989 | «Hay que caminar» soñando, para 2 violines | Música de cámara            |